# Piazza della Posta (Kiev)
Piazza della Posta (in ucraino Поштова площа?, Poštova plošča, in russo Почтовая площадь?, Počtovaja ploščad') è un'antica piazza  nel Distretto di Podil a Kiev, capitale dell'Ucraina.

## Origine del nome

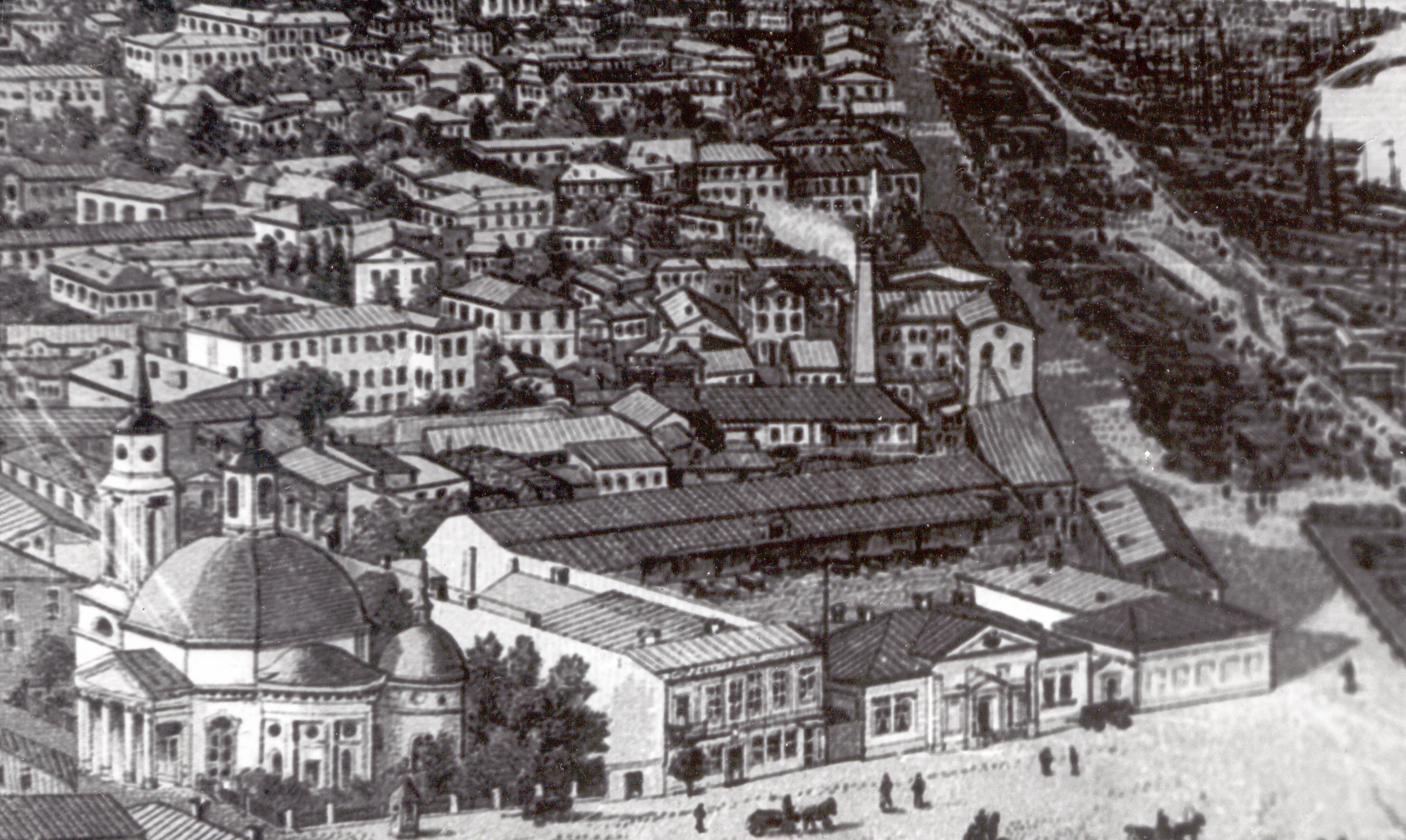
Un disegno della piazza nel 1870

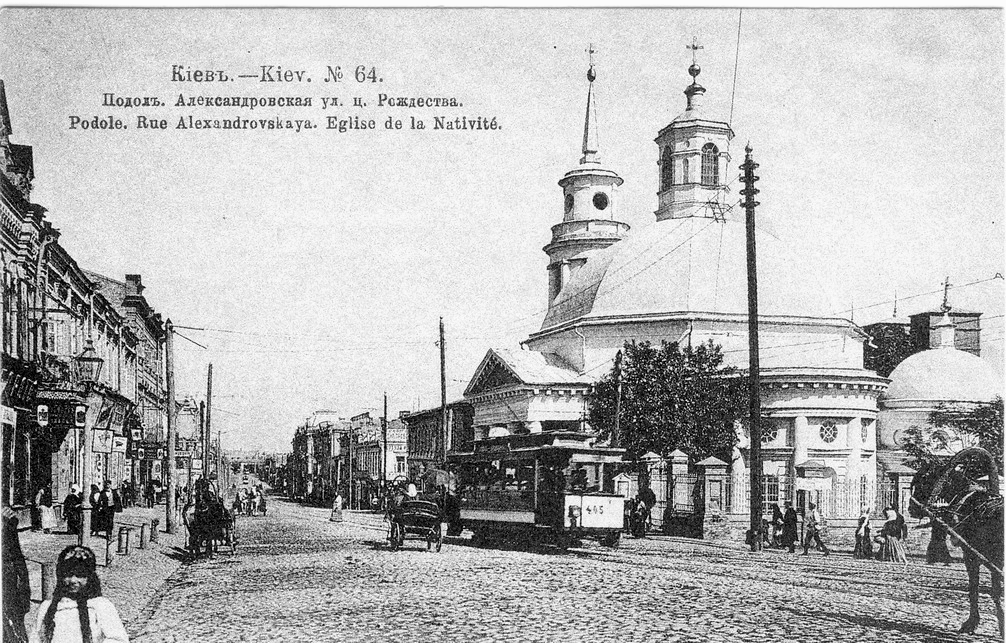
Chiesa della Natività all'inizio del XX secolo

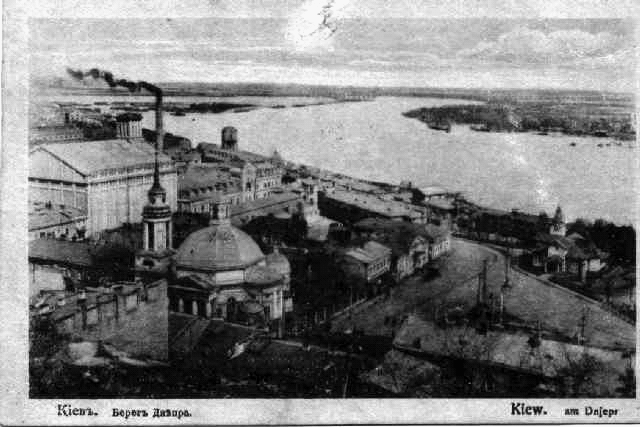
Immagine della piazza col fiume Dnepr all'inizio del XX secolo

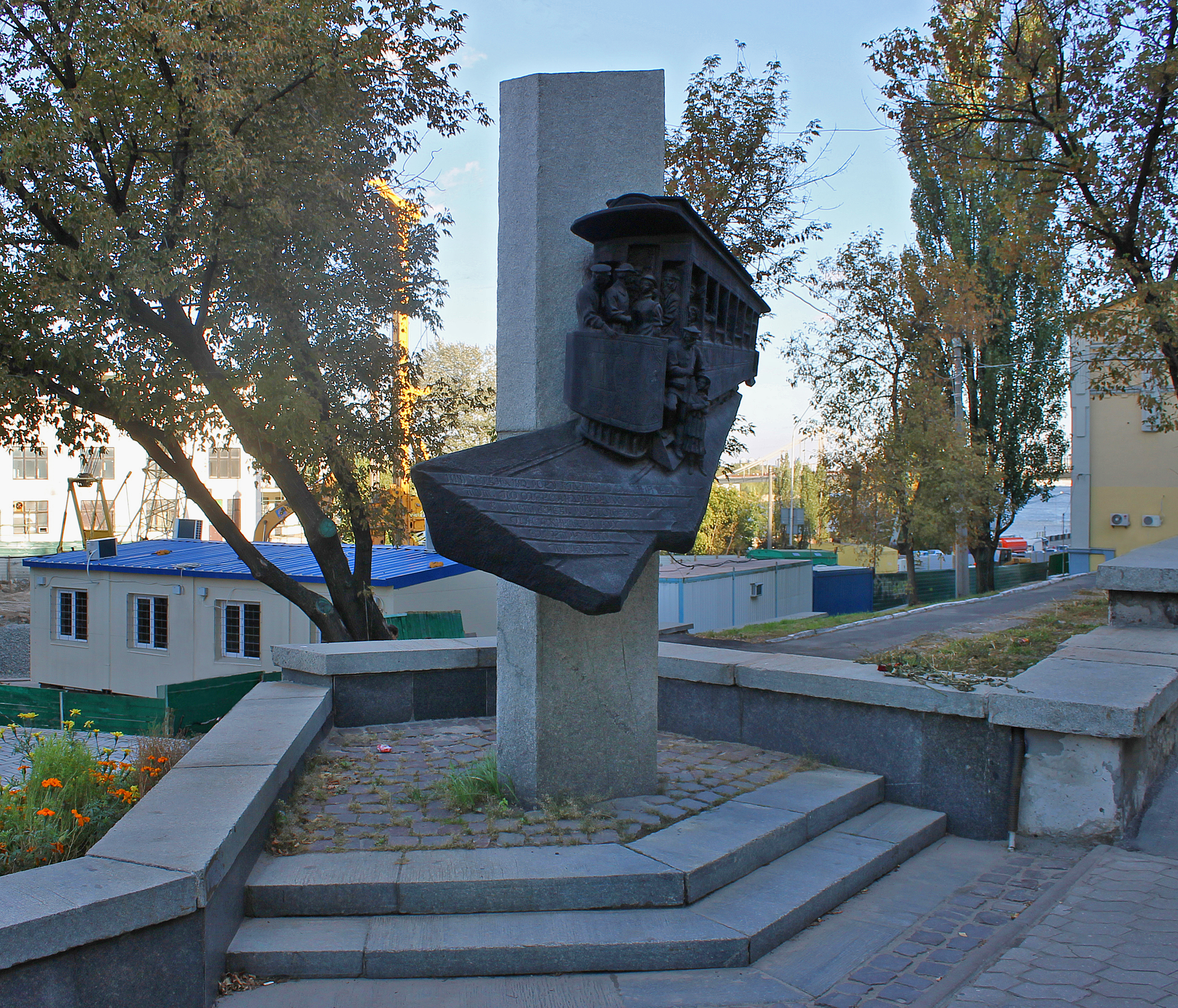
Piccolo monumento al primo tram che serviva la piazza

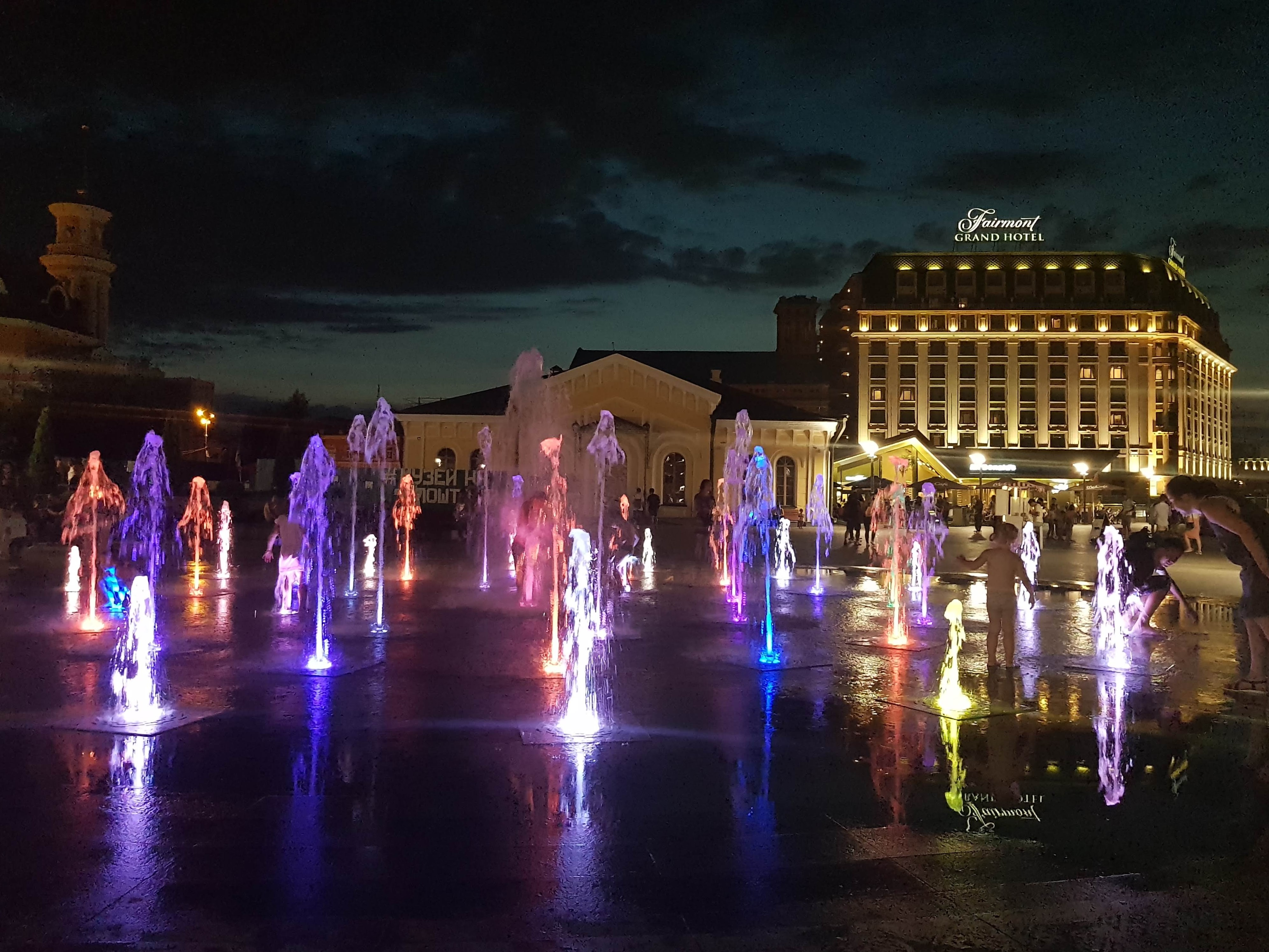
Giochi di luci e fontane in piazza

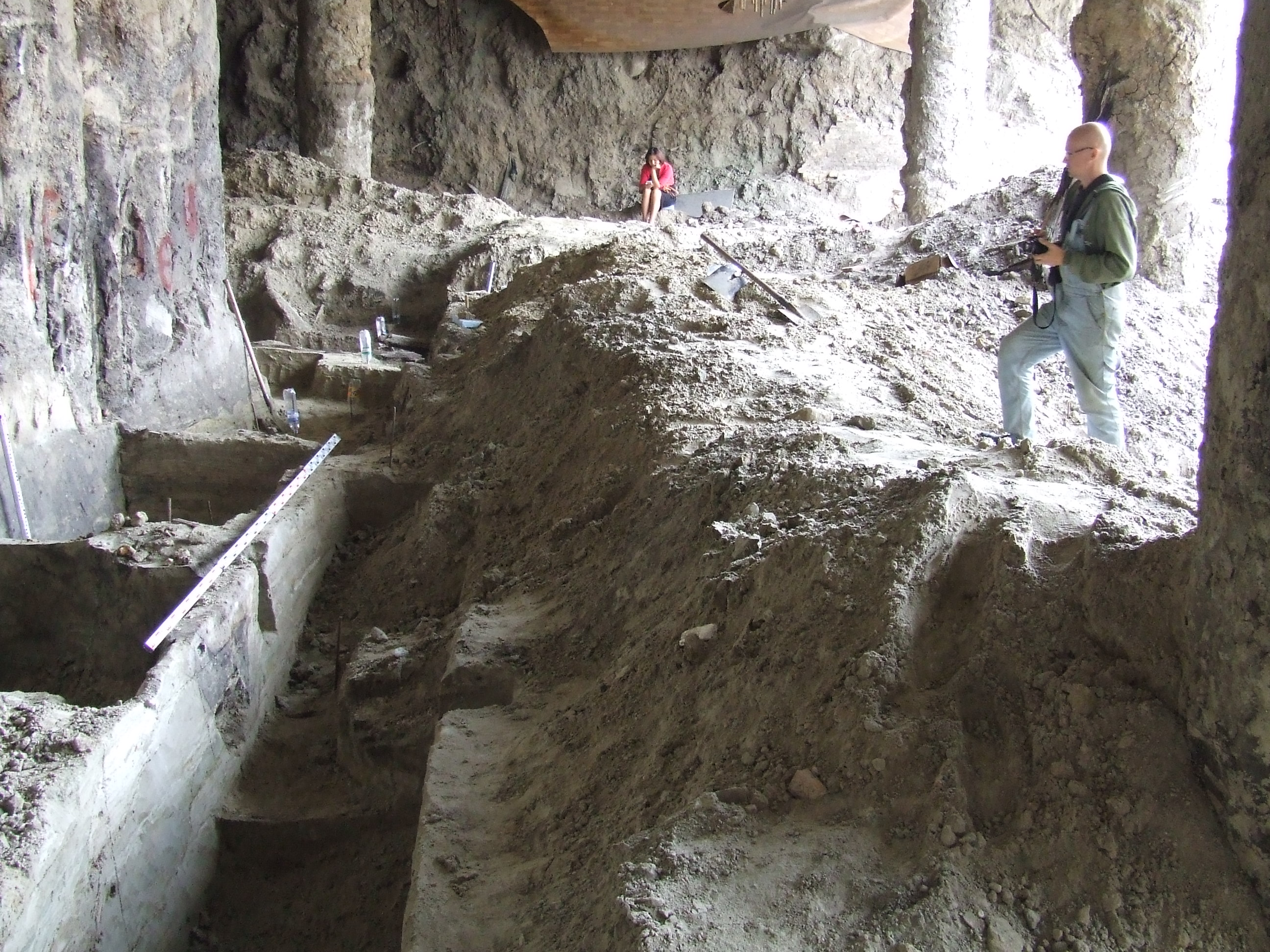
Scavi archeologici

La piazza prese il nome dalla prima stazione postale nella zona di Podil, inaugurata nel 1846 e in precedenza era nota anche come piazza della Natività per la presenza della chiesa omonima che era stata edificata all'inizio del XIX secolo, distrutta nel 1936 e infine ricostruita nel 2004.

## Storia
La piazza è una delle più antiche della città e scavi archeologici vi hanno rinvenuto reperti di insediamenti risalenti al IV secolo. Attorno agli anni settanta venne costruita la linea della metropolitana Obolons'ko-Teremkivs'ka e la piccola stazione postale venne utilizzata come pinacoteca. A lungo la piazza è stata servita da una linea di tram in seguito dismessa.

## Descrizione
Si trova sul lungofiume del Dnepr accanto al porto fluviale di Kiev. Sotto la piazza scorre un tunnel automobilistico inoltre da qui parte una funicolare ed è una stazione per autobus.

## Luoghi d'interesse
I principali punti di interesse della piazza sono:
- Chiesa della Natività.[3]
- Funicolare di Kiev
- Porto fluviale di Kiev
- Monumento al primo tram
- Antica stazione postale, utilizzata come pinacoteca